# Policià d'Alexandria
Policià d'Alexandria va ser Patriarca Ortodox d'Alexandria de l'any 768 al 813.
Segons L'art de vérifier les dates depuis l'année 1770 jusqu'à nos jours també es deia Balacià, i va succeir al patriarca Cosme I. Exercia la medicina i va curar una de les esposes del califa Harun ar-Raixid. Va aconseguir d'ell que deixés de perseguir els cristians d'Egipte. El califa va obligar a l'Església Ortodoxa Siríaca a retornar diverses esglésies als melquites.